# Hans Ryffel (Beamter)
Hans Ryffel (* 25. Februar 1878 in Trimmis; † 4. November 1949 in Bern) war ein Schweizer Beamter.

## Leben

### Werdegang
Hans Ryffel wurde 1894 Lehrling bei der Post und war nach der Ausbildung Postbeamter und von 1903 bis 1915 Revisor der Oberpostdirektion. Im Februar 1916 wurde er Bürochef und im November desselben Jahres Adjunkt der Abteilung Kassen- und Rechnungswesen des Eidgenössischen Finanz- und Zolldepartements, bevor er dort von 1918 bis 1927 deren Direktor der Abteilung war.
Im März 1927 erfolgte seine Wahl, als Nachfolger des zurückgetretenen Franz Siegwart, zum Direktor der Eidgenössischen Finanzkontrolle; sein bisheriges Amt behielt er vorerst bei. Kurz nach seiner Amtsübernahme stimmte die Bundesversammlung dem zweiten Regulativ für die Eidgenössische Finanzkontrolle zu, das deren Unabhängigkeit stärkte und die Arbeitsmethoden modernisierte.
1944 trat er von seinem Amt als Direktor der Eidgenössischen Finanzkontrolle zurück. Sein Nachfolger wurde 1945 Frédéric Rüedi.

### Berufliches und gesellschaftliches Wirken
Hans Ryffel war Mitglied und Delegierter in verschiedenen nationalen und internationalen Kommissionen und Verbänden, so gehörte er 1920 als Bevollmächtigter, gemeinsam mit Alphonse Dunant (1869–1942) und Nationalrat Albert Meyer, in Paris der Gruppe an, die einen Zusatzvertrag zum Internationalen Münzvertrag vom 6. November 1885 (siehe auch Lateinische Münzunion) aushandelte. Weiter gehörte er dem Finanzausschuss der Internationalen Rheinregulierungskommission an, war als Vertreter des Bundesrats in der Reederei AG (heute Schweizerische Schleppschiffahrtsgenossenschaft) und der Stickerei-Treuhandgesellschaft, war im Verwaltungsrat der Allgemeine Schweizer Uhrenindustrie und als Rechnungsrevisor der Hotel-Treuhandgesellschaft an.
Er wurde auch bei verschiedenen Gelegenheiten als Sachverständiger gehört, so unter anderem, als es 1921 um die Eingabe einer Petition des Freiland-Freigeld-Bundes ging. Als Referent trug er zu Fragen des schweizerischen Münz- und Rechnungswesen vor, und hielt im September 1921 bei der 1915 gegründeten Volkswirtschaftlichen Gesellschaft des Kantons Bern einen Vortrag über Die Münzfrage in der Schweiz, im Februar 1927 vor der 1870 gegründeten Statistisch-Volkswirtschaftlichen Gesellschaft in Basel einen Vortrag zur Kündigung der Lateinischen Münzunion und im November 1927 bei der Volkswirtschaftlichen Gesellschaft des Kantons Bern. einen Vortrag über Anleihenschuld des Bundes, der Kantone und Gemeinden.
Hans Ryffel vertrat 1932 die Obligationäre der Berner Alpenbahngesellschaft.
Im Oktober 1934 vertrat er den Minister Walter Stucki bei der Zentenarfeier der Berner Kantonalbank.
Im April 1936 war er vom Kleinen Rat des Kantons Graubünden als Experte einer Untersuchungskommission gewählt worden, die sich mit Verwaltungsfragen beschäftigte, die sich aus dem Strafverfahren gegen den ehemaligen Steuersekretär Adolf Zürn ergaben. Diesem war im März 1936 vor dem Kantonsgericht Graubünden Unterschlagung, Betrug und Amtsmissbrauch zur Last worden; im Rahmen des Strafverfahrens wurde unter anderem auch eine Expertise der Schweizerischen Treuhandgesellschaft vorgelegt, die zum Schluss kam, dass Abrechnungen zwar unrichtig oder ungenau seien, diese aber nicht in direktem Zusammenhang zu den Vorwürfen stünden. Nachdem am 28. März 1936 ein Freispruch mangels Beweisen erfolgte, ordnete der Kleine Rat eine administrative Untersuchung der gegenüber der kantonalen Finanzverwaltung erhobenen Vorwürfe an. Aufgrund des Ergebnisses der Untersuchungskommission, sie hielten Adolf Zürn in allen Anklagepunkten für schuldig, wurde dieser im Mai 1936 wegen des Verdachts der Urkundenfälschung erneut in Haft genommen, worauf der Kleine Rat einen neuen Strafantrag stellte. In dem nun folgenden Gerichtsverfahren wurde Adolf Zürn im November 1940 zu zehn Monaten Gefängnis verurteilt, die aber bereits mit der Untersuchungshaft abgegolten war. Mit dem Ergebnis der Untersuchungskommission beschäftigte sich auch der Grosse Rat, weil es auch um Fragen der Organisation innerhalb der Finanzverwaltung ging.
Er gehörte weiterhin der Expertenkommission an, die in den 1930er Jahren die Organisationsstruktur der Schweizerischen Käseunion prüfte, aufgrund deren Bericht 1948 die Umwandlung der Union in eine Aktiengesellschaft erfolgte.

## Mitgliedschaften
1918 wurde Hans Ryffel durch den Bundesrat in die Organisation für die nationale Frauenspende gewählt, die sich durch eingebrachte Spenden an den Mobilisationkosten im Rahmen des Ersten Weltkriegs beteiligte.
Er war im Ausschuss der Schweizerischen Nationalspende und gehörte der Stiftung Arbeitsheilstätte Tenero an, die von der Nationalspende gegründet worden war.
1922 war er Mitglied des Kirchenrats der 1920 eingeweihten Friedenskirche in Bern.
Im Januar 1938 wurde er durch den Bundesrat in den Verwaltungsrat der Eidgenössischen Versicherungskasse gewählt.
1940 erfolgte seine Wahl als Revisor des Schweizer Verbands Volksdienst-Soldatenwohl, der 1939 über einhundert Betriebe und acht Soldatenstuben führte, zu denen am 1. Mai 1940 weitere 126 kamen.
Er war Vorstandsmitglied des Vereins für Verbreitung guter Schriften und Präsident der Knabensekundarschulkommission II.

### Privates
Hans Ryffel war der Sohn des Schreiners Heinrich Ryffel und dessen Ehefrau Maria (geb. Malär).
Er war mit Rosa (geb. Lüthy) aus Holziken verheiratet.
1916 war er in Stäfa wohnhaft.

## Schriften (Auswahl)
- Aktuelle Fragen des schweizerischen Münz- und Währungswesen speziell im Hinblick auf die Kündigung der Lateinischen Münzunion. Bern, 1927.